# Compsospiza baeri
Compsospiza baeri là một loài chim trong họ Thraupidae.